# Coccoderus longespinicornis
Coccoderus longespinicornis är en skalbaggsart som beskrevs av Fuchs 1964. Coccoderus longespinicornis ingår i släktet Coccoderus och familjen långhorningar.
Artens utbredningsområde är Venezuela. Inga underarter finns listade i Catalogue of Life.